# Sein Freund, der Lederstrumpf
Sein Freund, der Lederstrumpf (Originaltitel: The Pathfinder) ist ein US-amerikanischer Western aus dem Jahr 1952 von Sidney Salkow mit George Montgomery in der Titelrolle. Der Film wurde von ‘’Esskay Pictures’’ produziert und basiert sehr frei auf dem Romanzyklus Lederstrumpf von James Fenimore Cooper.

## Handlung
Nordamerika im Jahr 1754. Rund um die Großen Seen versuchen Briten und Franzosen Territorien unter ihre Kontrolle zu bekommen. Während sich die kampflustigen Mingos mit den Franzosen verbünden, gehen die friedliebenden Mohikaner eine Allianz mit den Briten ein. Am Tage des Kriegsausbruchs überfallen die Mingos das Dorf der Mohikaner und zerstören es. Es gibt nur zwei Überlebende: ein kleiner Junge und der Krieger Chingachgook. Pfadfinder, ein Weißer, der unter Indianern aufgewachsen ist, ist Chingachgooks Freund. Er will weder den Briten noch den Franzosen helfen, da beide Parteien den Indianern das Land wegnehmen.
Pfadfinder erkennt, dass die Mingos und die Franzosen in der Überzahl sind. Er erklärt sich daher bereit, für die Briten unter Colonel Duncannon als Aufklärer zu dienen. Duncannon will, dass Pfadfinder sich den Franzosen als Scout andient. Unterstützt werden soll er dabei von der jungen Britin Welcome Alison, die als Übersetzerin arbeiten soll. Alison und Pfadfinder können sich von Beginn an nicht ausstehen und geraten auf dem Weg zum Fort Saint Vincent ständig in Streit. Das Fort dient den Franzosen als Sammellager für Ausrüstung und Vorräte. Der Kommandant, Colonel Brasseau, hat mehrmals erfolglos versucht, den bekannten Waldläufer für den Dienst bei den Franzosen zu gewinnen. Als Pfadfinder sich nun selber andient, heißt ihn der Colonel liebenswürdig willkommen. Der Mingohäuptling Arrowhead hält Pfadfinder hingegen immer noch für einen Freund der Mohikaner. Pfadfinder fordert ihn zu einem Kamp, um den Respekt der Mingos zu gewinnen. Er gewinnt, doch Arrowhead bleibt misstrauisch.
Welcome wird als Paulette vorgestellt, die einzige Überlebende eines Angriffs der Delawaren. Bei einem Fest zu ihren Ehren lässt sie ihren Charme spielen und erfährt die Route, die der nächste Vorratstreck nehmen soll. Als sie Pfadfinder spät Abends Bericht erstattet, gestehen beide, sich ineinander verliebt zu haben. Am nächsten Tag kann Pfadfinder die Franzosen überzeugen, dass ein Angriff der Delawaren auf das Fort bevorsteht. In dem folgenden Chaos, das diese Nachricht auslöst, kann er zwei Fässchen Schießpulver an sich bringen. Mit Hilfe von Chingachgook sprengt er die Straße zum Fort, somit kann der Versorgungstreck das Fort nicht erreichen.
Der britische Deserteur und Überläufer Captain Bradford, der seine damalige Freundin Welcome für die Häuptlingstochter Lakawa von den Tuscaroras verlassen hat, erreicht das Fort. Er will die Bedingungen für eine Allianz der Tuscaroras mit den Franzosen aushandeln. Er sucht Welcome auf und bietet ihr an, sie zurück nach London zu begleiten. Die Reise will er mit dem Gold bezahlen, das ihm die Franzosen für den Pakt mit den Tuscaroras zahlen. Als Welcome ihn abweist, droht er, ihre wahre Identität zu enthüllen. Später besucht Welcome Lakawa und erzählt ihr von Bradfords Plänen, doch der erscheint, schlägt Lakawa und beschimpft sie als rote Sau.
Pfadfinder und Chingachgook haben das Lager der Mingos mit Sprengfallen umgeben. Als Brasseau sein Quartier verlässt, dringen die beiden ein und stehlen die französischen Verteidigungspläne. Bradford sieht sie. Chingachgook kann mit den Plänen entkommen, während Pfadfinder und Welcome als Spione unter Arrest gestellt werden. Gerade sollen sie hingerichtet werden, als die Briten überraschend angreifen. Während des Kampfes versucht Bradford mit einem Wagen voller Frauen und Kinder zu entkommen, wird aber von Pfadfinder erschossen. Die Franzosen ergeben sich, Pfadfinder und Welcome küssen sich.

## Hintergrund
Gedreht wurde der Film vom 1. bis zum 11. April 1952 in den Malibu Mountains sowie bei Van Nuys und Camarillo.
Im Vorspann wird angegeben, dass der Film auf dem Roman Der Pfadfinder basiere. Das Drehbuch wurde jedoch auch mit Motiven der anderen Lederstrumpf-Romane angereichert.
Die Zensurbehörde PCA gab den Film erst frei, als eine Kussszene mit offenem Mund entfernt wurde.
In Ägypten wurde der Film verboten. Der Grund war, dass gezeigt wurde, wie britische Soldaten ihre französischen Feinde besiegten.
Der Erzähler der Originalfassung war Michael Fox.

## Synchronisation
| Rolle                   | Schauspieler      | Deutscher Synchronsprecher |
| ----------------------- | ----------------- | -------------------------- |
| Lederstrumpf/Pfadfinder | George Montgomery | Heinz Engelmann            |
| Chingachgook            | Jay Silverheels   | John Pauls-Harding         |
| Col. Duncannon          | Walter Kingsford  | Ernst Konstantin           |
| Hptl. Arrowhead         | Rodd Redwing      | Herbert Weicker            |
| Col. Brasseau           | Stephen Bekassy   | Ernst Fritz Fürbringer     |
| Lokawa                  | Elena Verdugo     | Marianne Prenzel           |
| Cpt. Bradford           | Bruce Lester      | Harald Wolff               |
| französischer Sergeant  | John Hart         | Christian Marschall        |

## Veröffentlichung
Die Premiere des Films fand am 9. Dezember 1952 statt. In der Bundesrepublik Deutschland kam er am 16. Dezember 1955 in die Kinos, in Österreich im Juli 1956.
Auf DVD wurde er unter dem Titel Lederstrumpf und Chingachgook vertrieben.

## Kritiken
Das Lexikon des internationalen Films schrieb: „Billigfilm mit konfusem Patriotismus; sehr frei nach Cooper.“
Auch die Filmzeitschrift Cinema bezeichnete den Film als Billig-Abenteuer.
Der Kritiker des TV Guide sah eine actiongeladene Cooper-Adaption mit einem robusten George Montgomery.